# Kirchspiel Wessum

Das Amt Wessum im 19. Jahrhundert. Bis auf den Kernort Wessum gehörte das gesamte Gebiet des Amtes zur Gemeinde Kirchspiel Wessum

Kirchspiel Wessum  war bis 1936 eine Gemeinde im Kreis Ahaus in der preußischen Provinz Westfalen. Ihr Gebiet gehört heute zur Stadt Ahaus im Kreis Borken. Die Gemeinde war eine der im Münsterland mehrfach vorkommenden „Kirchspielgemeinden“, die das bäuerliche Umland eines Kirchorts umfassten.

## Geografie
Die Gemeinde Kirchspiel Wessum besaß eine Fläche von 44,9 km². Sie bestand aus den beiden nördlich des eigentlichen Dorfs Wessum gelegenen Bauerschaften Averesch und Graes.

## Geschichte
Das Gebiet der Gemeinde gehörte nach der Napoleonischen Zeit zunächst zur Bürgermeisterei Wessum im 1816 gegründeten Kreis Ahaus. Mit der Einführung der Westfälischen Landgemeindeordnung wurde 1844 aus der Bürgermeisterei Wessum das Amt Wessum, zu dem die beiden Landgemeinden Dorf Wessum und Kirchspiel Wessum (seinerzeit auch  Außengemeinde Wessum genannt) gehörten. Am 1. April 1936 wurden Dorf und Kirchspiel Wessum zur Gemeinde Wessum  zusammengeschlossen.

## Einwohnerentwicklung
| Jahr | Einwohner | Quelle |
| ---- | --------- | ------ |
| 1858 | 1818      | [ 3 ]  |
| 1871 | 1593      | [ 1 ]  |
| 1885 | 1509      | [ 4 ]  |
| 1910 | 1684      | [ 5 ]  |
| 1933 | 2098      | [ 1 ]  |